# Чак (5-й сезон)
Пятый и заключительный сезон американского телесериала в жанре комедийных приключений «Чак». В США показ сезона осуществлял телеканал NBC с 28 октября 2011 года по 27 января 2012 года.

## Сюжет
Чак (Закари Ливай) и Сара (Ивонн Страховски) создают своё агентство «Кармайкл Индастриз», которое выполняет заказы по шпионажу. Их главным оружием является Морган, который ещё не совсем умеет управляться с Интерсектом. Но его все же пускают на первую миссию, где он все с треском проваливает. Морган (Джошуа Гомес) не доволен тем, что после его провала ему приказали не участвовать в миссиях, а Чаку тем временем велено обучить своего лучшего друга управлять Интерсектом. Но Чаку не удается это сделать и они ссорятся, после чего Морган перестает считать Чака своим другом. У «Кармайкл Индастриз» появляется соперник на рынке шпионажа, это — «Вербански Корпорейшн», главой которой является Гертруда Вербански (Керри-Энн Мосс), некогда знакомая с Джоном Кейси (Адам Болдуин).
Морган решает перейти из «Кармайкл Индастриз» в «Вербански Корпорейшн». Для Чака это был удар ниже пояса. И он решает вернуть лучшего друга. Команде Бартовски удается узнать, что из-за влияния «бракованного Интерсекта» на мозг Моргана, он начинает забывать некоторые детали из своей жизни. Им удается удалить из мозга Моргана «бракованный Интерсект», после чего Морган снова возвращается к нормальной жизни и снова становится лучшим другом Чака. В свободное время, размышляя о личной жизни, Чак и Сара решают уйти из шпионажа и стать обычной, любящей друг друга, парой. Они решают, что если Интерсект приносит больше вреда, чем пользы его необходимо уничтожить и это будет их последняя миссия. В этом им помогает Морган, который вспоминает, что он оставил последний экземпляр Интерсекта в Вейле. Они находят очки (в которых и находится Интерсект), но чуть не теряют их в перестрелке с Николасом Куином (Ангус Макфадьен), который хочет их отобрать и загрузить их себе, правда Куин успевает сбежать, но Чак останавливает Сару, решив, что их последняя миссия закончена. Чак решает, что все кончено, но тем временем Куин захватывает Чака, Сара узнав об это немедленно спешит его спасти, но оказывается в западне и помочь ей избежать смерти может только Интерсект. Сара понимает всю опасность ситуации и загружает себе Интерсект, дабы спасти любимого. Вместе с Кейси Сара проникает на скоростной японский поезд, отыскивает Куина и, используя Интерсект обезоруживает его, но, будучи не в силах остановиться, добивает Куина и выбрасывает его через окно. Но Куин остаётся жив.
Тем временем Сару мучают ужасные головные боли и галлюцинации из-за неконтролируемых вспышек Интерсекта. Чак создает, что-то наподобие правителя, но не успевает доделать его из-за того, что Куин отключил интернет в поезде. Он отправляется убить Куина, но тот успевает сбежать, захватив Сару и отсоединив свой вагон от основного состава. Куин удаляет все воспоминания Сары за последние пять лет и убеждает её, что он и является куратором Сары и она должна убить свою следующую цель - Чака, и достать очки с оригинальным Интерсектом. Сара успешно выполняет миссию, но Куин признается, что обманул её и сбегает. Чак рассказывает Саре о том, что они уже несколько лет вместе, женаты и собираются купить свой дом и завести детей. Они находят Куина, но он успел подложить бомбу под генерала Бэкман (Бонита Фридериси), и, чтобы спасти её, Чак загружает себе Интерсект, хотя он мог использовать его чтобы вернуть все воспоминания Саре. Они спасают Бэкман, Куин побежден, Морган и Алекс (Мекенна Мелвин) решают съехаться, Кейси отправляется на приключение со своей женщиной, Вербански, Элли (Сара Ланкастер) и Девон (Райан Макпартлин) получают работу своей мечты в Чикаго, а Чак и Сара решают дать своим отношениям ещё один шанс.

## В ролях

### Основной состав
- Закари Ливай — агент Чарльз «Чак» Бартовски (13 эпизодов)
- Ивонн Страховски — агент Сара Бартовски (13 эпизодов)
- Адам Болдуин — полковник Джон Кейси (13 эпизодов)
- Джошуа Гомес — Морган Граймс (13 эпизодов)
- Сара Ланкастер — доктор Элеонора «Элли» Бартовски-Вудкомб (10 эпизодов)
- Райан Макпартлин — доктор Девон «Капитан Великолепный» Вудкомб (10 эпизодов)
- Марк Кристофер Лоуренс — Майкл «Большой Майк» Такер (9 эпизодов)
- Скотт Крински — Джеффри «Джефф» Барнс (11 эпизодов)
- Вик Сахай — Лестер Пател (11 эпизодов)

### Второстепенный состав
- Бонита Фридериси — бригадный генерал Дайан Бэкман (7 эпизодов)
- Мекенна Мелвин — Алекс Макхью (6 эпизодов)
- Керри-Энн Мосс — Гертруда Вербански (4 эпизода)
- Ангус Макфадьен — Николас Куин (4 эпизода)
- Ричард Бёрджи — Клайд Декер (3 эпизода)
- Брэндон Раут — Дэниел Шоу (1 эпизод)
- Линда Хэмилтон — Мэри Элизабет Бартовски (1 эпизод)
- Бо Дерек — играет саму себя (1 эпизод)

## Эпизоды
| № общий | № в сезоне | Название                                                          | Режиссёр             | Автор сценария                 | Дата премьеры   | Произв. код | Зрители в США (млн) |
| --- | ---------- | ----------------------------------------------------------------- | -------------------- | ------------------------------ | --------------- | ----------- | ------------------- |
| 79 | 1          | «Чак против Зума» «Chuck Versus the Zoom»                         | Роберт Данкан МакНил | Крис Федак и Николас Уоттон    | 28 октября 2011 | 3X6751      | 3,42                |
| Первое частное задание «Кармайкл Индастриз» по возвращению старинной вазы идёт не по плану, когда Чак, Сара и Кейси попадаются, а единственным шансом на спасение становится Морган, который ещё совсем не умеет управляться с Интерсектом. Команда Бартовски должна поймать вора, крадущего секреты у других злодеев, а Чак тем временем планирует купить для Сары дом. Клайд Дэкер продолжает охотиться на Чака.                           |            |                                                                   |                      |                                |                 |             |                     |
| 80 | 2          | «Чак против Бородатаго бандита» «Chuck Versus the Bearded Bandit» | Патрик Норрис        | Лорен ЛеФранк и Рэйф Джудкинс  | 4 ноября 2011   | 3X6752      | 3,08                |
| Чака и команду нанимает человек, чей брат был похищен. Однако всё оказывается не так просто, когда выясняется, что этот клиент хочет убить своего собственного брата, а люди, которые его якобы похитили, на самом деле нанятая охрана. Гертруд Вербански предлагает Саре перейти из «Кармайкл Индастриз» в «Вербански Корпорейшн». Тем временем в «Купи больше» Большой Майк снимает рекламный ролик, чтобы привлечь покупателей в магазин. |            |                                                                   |                      |                                |                 |             |                     |
| 81 | 3          | «Чак против Чаевых» «Chuck Versus the Frosted Tips»               | Пол Маркс            | Фил Клеммер                    | 11 ноября 2011  | 3X6753      | 3,13                |
| «Кармайкл Индастриз» получил заказ на розыск преступника от ЦРУ, а Кейси встречается с Гертруд Вербански. Капитан Великолепный решил провести весь день с малышкой Кларой, но это оказывается совсем не так интересно, как он ожидал, и Девон приходит в «Купи больше». |            |                                                                   |                      |                                |                 |             |                     |
| 82 | 4          | «Чак против Бизнес поездки» «Chuck Versus the Business Trip»      | Аллан Крокер         | Кристин Ньюман                 | 18 ноября 2011  | 3X6754      | 3,11                |
| На конвенции по случаю объявления сотрудника года «Купи больше», Чак и Сара пересекаются с двумя менеджерами других магазинов сети. Между тем Чак делает вид, что он Морган Граймс, чтобы поймать киллера, которому поручено уничтожение нового Интерсекта. |            |                                                                   |                      |                                |                 |             |                     |
| 83 | 5          | «Чак против Взлома» «Chuck Versus the Hack Off»                   | Закари Ливай         | Крейг ДиГрегорио               | 9 декабря 2011  | 3X6755      | 3,66                |
| Команда Бартовски вынуждена обратиться «Вербански Корпорейшн» за помощью в поиске опасного вируса, что заставляет Кейси вновь столкнуться с Гертруд Вербански. Между тем отношения Джеффа и Лестера подвергаются испытанию, когда в «Купи больше» прибывает новый сотрудник. |            |                                                                   |                      |                                |                 |             |                     |
| 84 | 6          | «Чак против Проклятия» «Chuck Versus the Curse»                   | Майкл Шульц          | Алекс Катснельсон              | 16 декабря 2011 | 3X6756      | 3,22                |
| Чак обвинён в совершении преступления века и за ним отправлен отряд хладнокровных агентов. Одной из них оказывается Робин Каннингс, известная своими методами пыток. Элли и Великолепный решают пойти на свидание, но всё идёт не так, как было запланировано, когда их принимают за секретных агентов Чарльза Кармайкла и Сару Уолкер. |            |                                                                   |                      |                                |                 |             |                     |
| 85 | 7          | «Чак против Костюма Санты» «Chuck Versus the Santa Suit»          | Питер Лоэр           | Аманда Кейт Шуман              | 23 декабря 2011 | 3X6757      | 3,42                |
| Чак и Сара выясняют, что человек, который стоит за планом по уничтожению Чака, не кто иной, как Дэниэл Шоу. Шоу сбегает из тюрьмы, похищает Сару и запирается на базе, пытаясь тем самым заставить Чака украсть Интерсект 3.0 из ЦРУ и отомстить им за то, что Чак засадил его в тюрьму, а Сара убила его жену. |            |                                                                   |                      |                                |                 |             |                     |
| 86 | 8          | «Чак против Ребёнка» «Chuck Versus the Baby»                      | Мэтт Барбер          | Рэйф Дженкинс и Лорен ЛеФранк  | 30 декабря 2011 | 3X6758      | 3,18                |
| Сара вынуждена столкнуться со своим прошлым, и она опасается, что её бывший наставник может навредить её матери. |            |                                                                   |                      |                                |                 |             |                     |
| 87 | 9          | «Чак против Обманутого мужчины» «Chuck Versus the Kept Man»       | Фред Туа             | Крейг ДиГригорио и Фил Клеммер | 6 января 2012   | 3X6759      | 3,26                |
| Чак и Сара пытаются придумать будущее для «Кармайкл Индастриз», когда они перестанут быть шпионами. Тем временем Вербански просит Кейси присоединиться к ней в миссии на Южном побережье. Джефф и Лестер решают расследовать странности в «Купи больше» и приходят в выводу, что Чак, Сара и Кейси - шпионы... |            |                                                                   |                      |                                |                 |             |                     |
| 88 | 10         | «Чак против Бо» «Chuck Versus Bo»                                 | Джеремайя Чечик      | Кристин Ньюман                 | 13 января 2012  | 3X6760      | 3,17                |
| Бо Дерек помогает Чаку и Саре на их последней миссии в Вейле. Джефф и Лестер продолжают своё расследование насчёт секретной шпионской базы под «Купи больше». |            |                                                                   |                      |                                |                 |             |                     |
| 89 | 11         | «Чак против Скоростного поезда» «Chuck Versus the Bullet Train»   | Базз Фитшанс IV      | Николас Уоттон                 | 20 января 2012  | 3X6761      | 3,82                |
| Кейси должен принять решение, от которого зависит жизнь его дочери Алекс, а в то время Чак и Сара сталкиваются с Николасом Куином на японском скоростном поезде. Элли и Девон пытаются с помощью Моргана помочь Саре избежать негативного влияния на мозг бракованного Интерсекта. |            |                                                                   |                      |                                |                 |             |                     |
| 90 | 12         | «Чак против Сары» «Chuck Versus Sarah»                            | Джей Чандрашекхар    | Рэйф Дженкинс и Лорен ЛеФранк  | 27 января 2012  | 3X6762      | 4,10                |
| Куин удаляет воспоминания Сары за последние 5 лет, представляется её наставником и даёт задание добыть с помощью Чака Интерсект, а затем убить его. Сара возвращается домой, играя роль жены Чака и использует его и команду, чтобы проникнуть в ЦРУ. Чак пытается убедить Сару, что он на самом деле её муж, а Куин обманывает её... Элли и Великолепный получают возможность всей своей жизни, когда им предлагают работу в Чикаго.        |            |                                                                   |                      |                                |                 |             |                     |
| 91 | 13         | «Чак против Прощания» «Chuck Versus the Goodbye»                  | Роберт Данкан МакНил | Крис Федак                     | 27 января 2012  | 3X6763      | 4,31                |
| Сара понимает, что Куин использовал её и что Чак говорил правду. Так как Куин отнял у неё личность, она хочет забрать его жизнь, но для этого ей нужна помощь Бартовски. Семья и друзья Чака объединяются, чтобы победить Николаса Куина. |            |                                                                   |                      |                                |                 |             |                     |